# Hiszpania na Zimowych Igrzyskach Olimpijskich 1948
Hiszpanię na Zimowych Igrzyskach Olimpijskich 1948 w szwajcarskim St. Moritz reprezentowało sześciu zawodników, którzy wystartowali w jednej dyscyplinie.

## Wyniki

### Narciarstwo alpejskie
Mężczyźni
| Zawodnik           | Konkurencja | Zjazd 1 | Zjazd 1 | Zjazd 2 | Zjazd 2 | Łączny wynik | Łączny wynik |
| Zawodnik           | Konkurencja | Czas    | Poz.    | Czas    | Poz.    | Czas         | Poz.         |
| ------------------ | ----------- | ------- | ------- | ------- | ------- | ------------ | ------------ |
| Fernando Armiñán   | Zjazd       |         |         |         |         | 5:41.2       | 102          |
| José Vilà          | Zjazd       |         |         |         |         | 5:13.0       | 100          |
| Thomas de Morawitz | Zjazd       |         |         |         |         | 4:24.0       | 89           |
| José Arias         | Zjazd       |         |         |         |         | 4:11.4       | 86           |
| Ramón Blanco       | Slalom      | 2:18.5  | 62      | 2:09.0  | 66      | 4:27.5       | 65           |
| Thomas de Morawitz | Slalom      | 1:37.0  | 47      | 1:30.8  | 53      | 3:07.8       | 51           |
| José Arias         | Slalom      | 1:31.4  | 43      | 1:24.5  | 49      | 2:55.9       | 45           |
| Juan Poll          | Slalom      | 1:30.9  | 42      | 1:25.0  | 51      | 2:55.9       | 45           |

Kombinacja mężczyzn
| Zawodnik           | Slalom | Slalom         | Slalom | Łączny wynik (zjazd + slalom) | Łączny wynik (zjazd + slalom) |
| Zawodnik           | Czas 1 | Czas 2         | Poz.   | Pkt.                          | Poz.                          |
| ------------------ | ------ | -------------- | ------ | ----------------------------- | ----------------------------- |
| Fernando Armiñán   | –      | –              | –      | DNF                           | –                             |
| José Vilà          | –      | –              | –      | DNF                           | –                             |
| Thomas de Morawitz | 1:44.4 | 1:24.8         | 52     | 73.06                         | 59                            |
| José Arias         | 1:42.6 | 1:24.5 (+0:05) | 48     | 65.40                         | 54                            |